# Røstlandet
Røstlandet är den enda tätorten i Røsts kommun i Nordland fylke i norra Norge. Orten ligger på den södra delen av ön Røst. Den utgör kommunens centralort.